# Baradères
Baradères, in creolo haitiano Baradè, è un comune di Haiti, capoluogo dell'arrondissement omonimo nel dipartimento di Nippes.